# Station Limburg (Lahn)
Station Limburg (Lahn) is een spoorwegstation in de Duitse plaats Limburg an der Lahn.